# 戦車砲

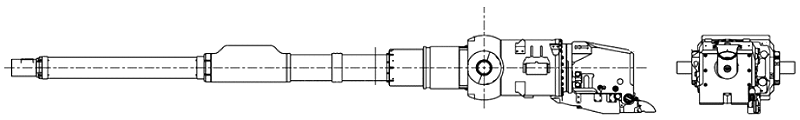
44口径120mm滑腔砲の略図

戦車砲（せんしゃほう, 英語: Tank gun）は、戦車に搭載された大砲。通常、砲身が長く砲口初速が速いカノン砲が用いられる。

## 戦車砲
戦車の誕生以来、現在に至るまで、その主要な武器は火器である。登場した当初の戦車は、塹壕突破が主任務であり、機関銃や榴弾砲が主流であった。第二次世界大戦初期まで同傾向であったが、第二次世界大戦中に対戦車戦闘が重視されてくるようになり、高初速の対戦車砲が用いられるようになった。
対戦車戦における装甲貫徹力の増大のため、当初は高初速化よりは口径（砲弾の重量・寸法）の増大が重視されていたが、第二次世界大戦頃から長砲身・高初速化が重視されるようになった。また歩兵支援も考慮すると、砲身の長さとともに、口径の大きさも依然として重要であった。しかし長砲身・大口径を両立する砲は重量が重く、また駐退復座機など機構も複雑となり、戦車に搭載することは難しかったため、初期には任務ごとの戦車が作られた。その後、大戦中期より戦車用の長砲身・大口径砲が登場したことで、一種類の戦車で様々な任務をこなせるようになり、主力戦車へと発展していった。
大戦後も、砲の製造に際し自緊処理 (Autofrettage) など技術的な改良が進められるとともに、長砲身砲が多く製作された。このような高初速・長砲身砲では、射撃時に発生する熱や冷たい風、雨などによって生じる砲身の曲がり（ベンディング）が問題になりやすく、イギリスのセンチュリオンでは砲身に被筒 (Thermal sleeve) を装着することで直射日光や風雨からの保護を図った。またセンチュリオンのオードナンス QF 20ポンド砲では、車内への発射煙の侵入を抑えるための排煙器も採用されており、これらはいずれも他国でも導入された。
一方、長砲身・大口径化に伴って反動が増大したことから、大戦末期より砲口制退器の装備が一般的になっていたが、駐退復座機の性能向上に伴って、1970年代頃からはあまり用いられなくなった。また、従来の戦車砲はほぼ全てがライフル砲であったが、下記のように弾体を旋動させる必要がない砲弾が登場すると、特に主力戦車では滑腔砲が主流になっていった。また、上記の砲身の曲がりは射撃精度において重大な問題であることから、後には砲口に設置したミラーに向けて砲身の基部からレーザーを照射し、その反射によって砲身の曲がりの程度を検知する砲口照合装置が開発されており、例えば日本では44口径120mm滑腔砲とともに90式戦車より導入された。

各世代の戦車砲の全景
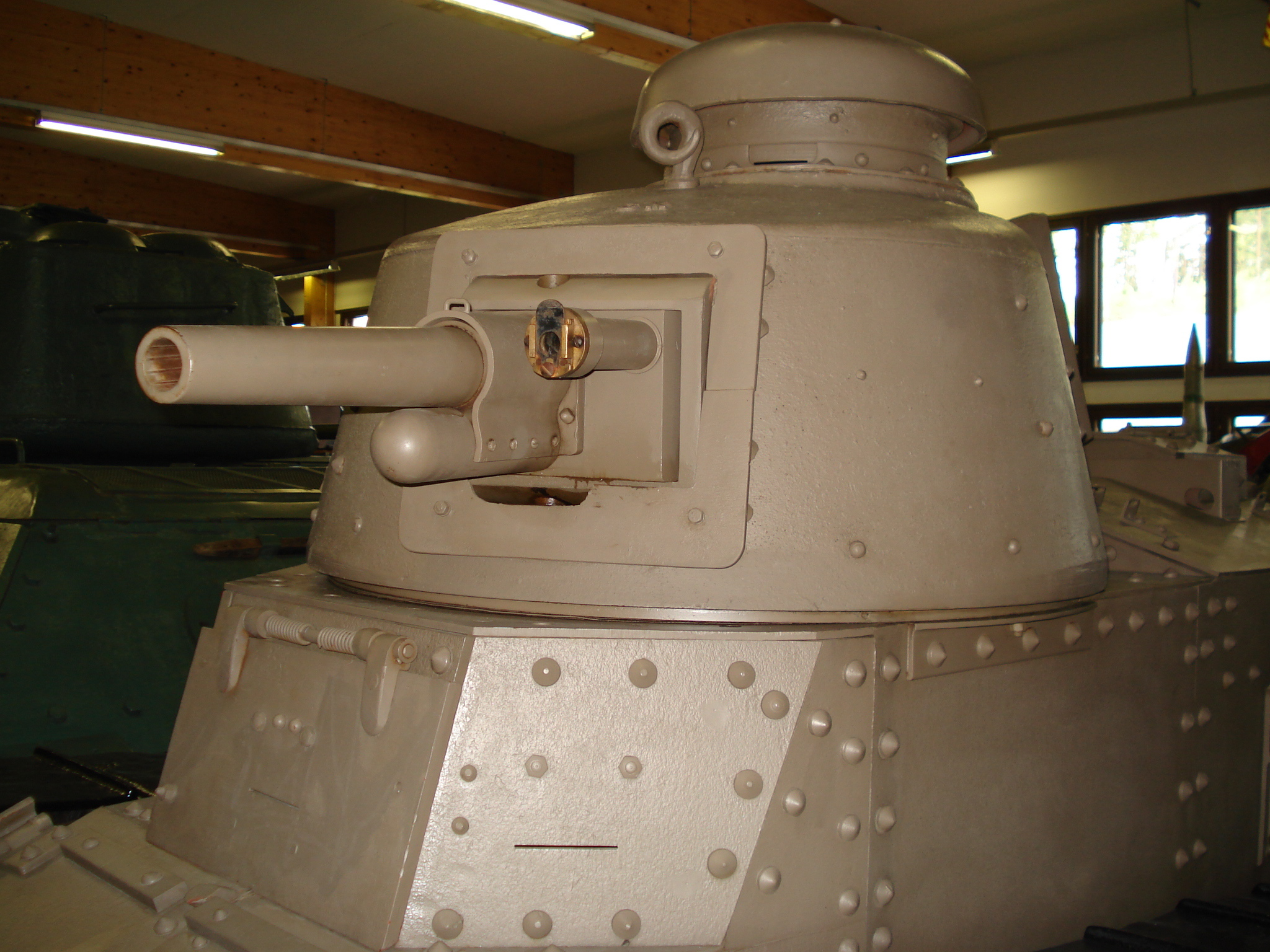
21口径37mmライフル砲を搭載したルノー FT-17 軽戦車
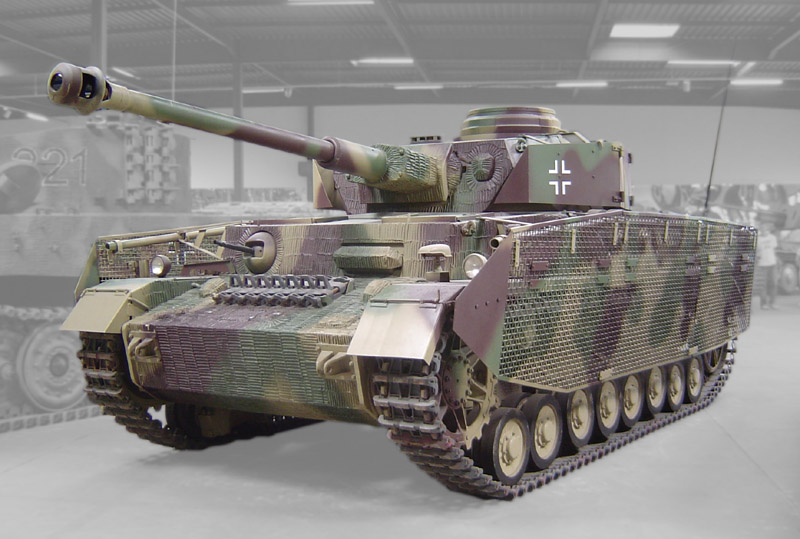
砲口制退器を備えた48口径75mmライフル砲を搭載したIV号戦車[注 1]
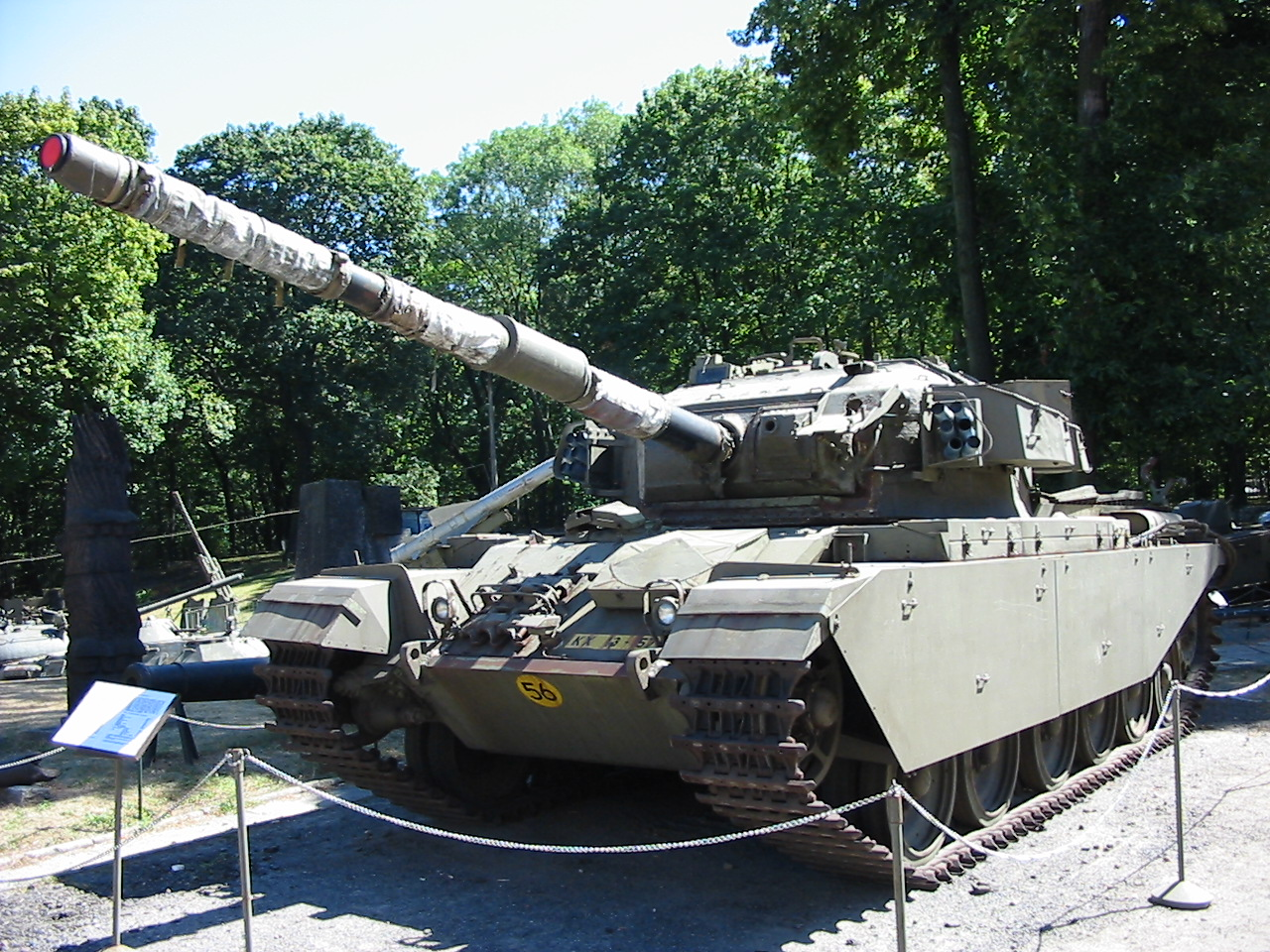
排煙器と砲身被筒を備えた67口径84mmライフル砲を搭載したセンチュリオンMk.5戦車

戦車砲のクローズアップ
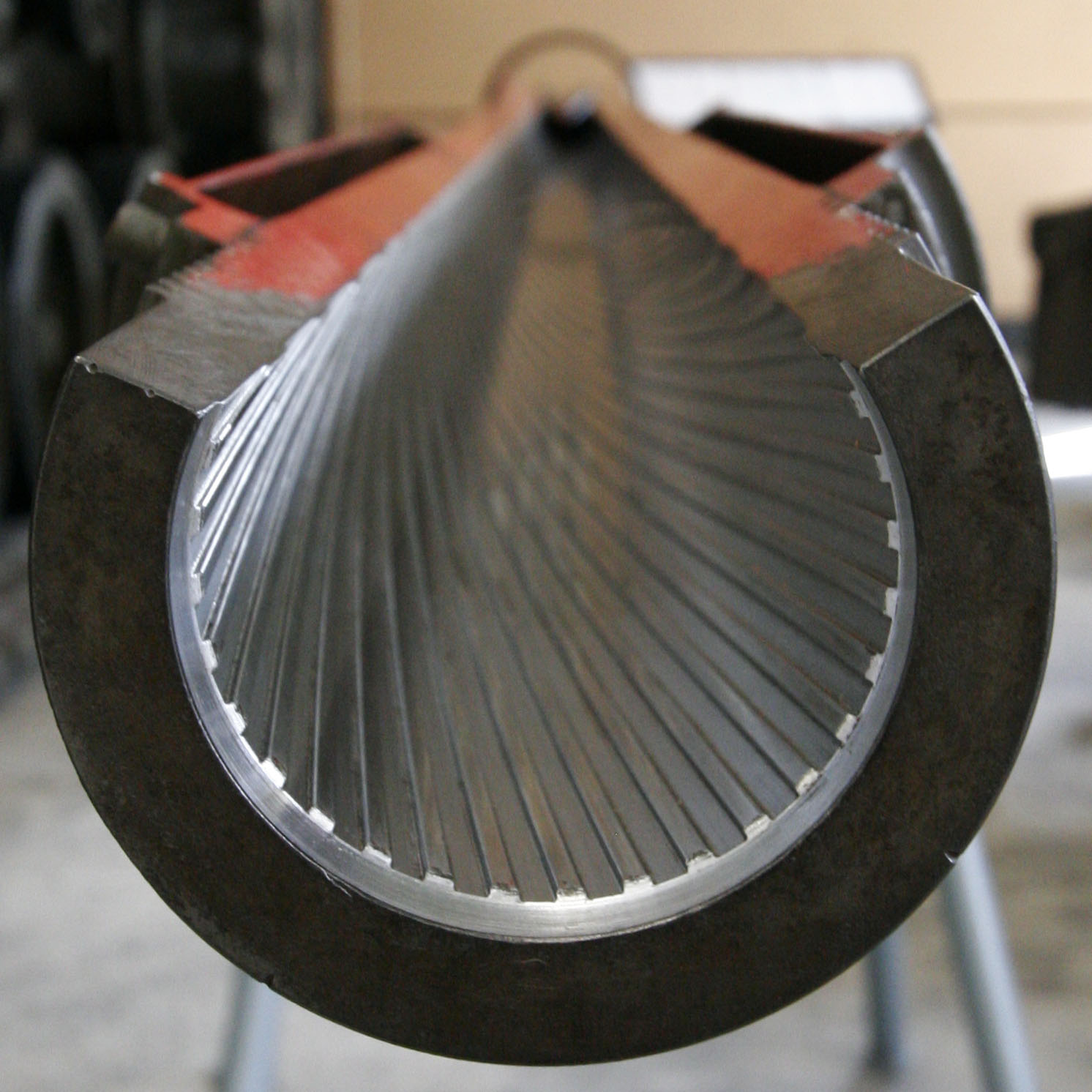
51口径105mmライフル砲のカットモデル
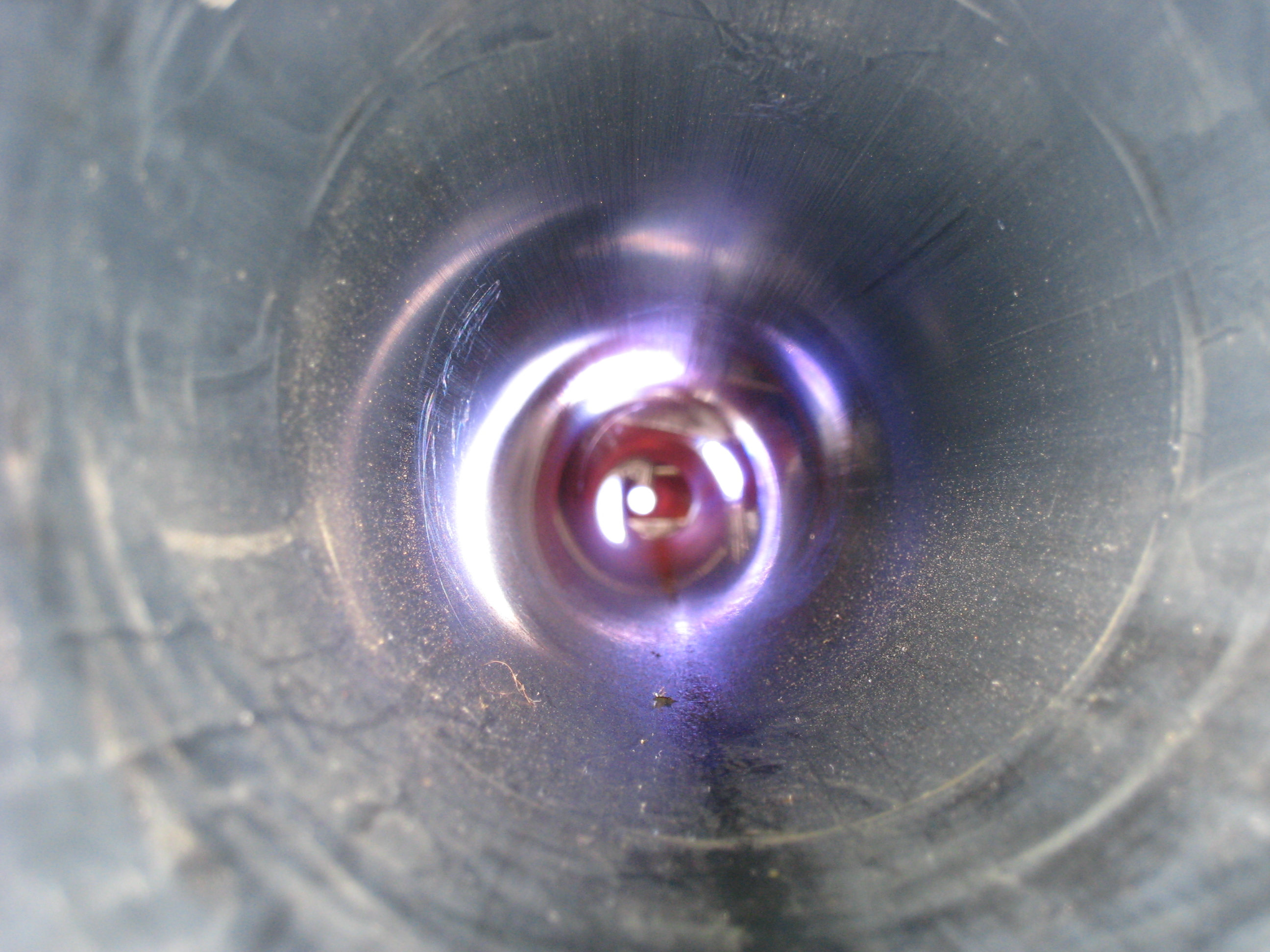
44口径120mm滑腔砲の砲身内部
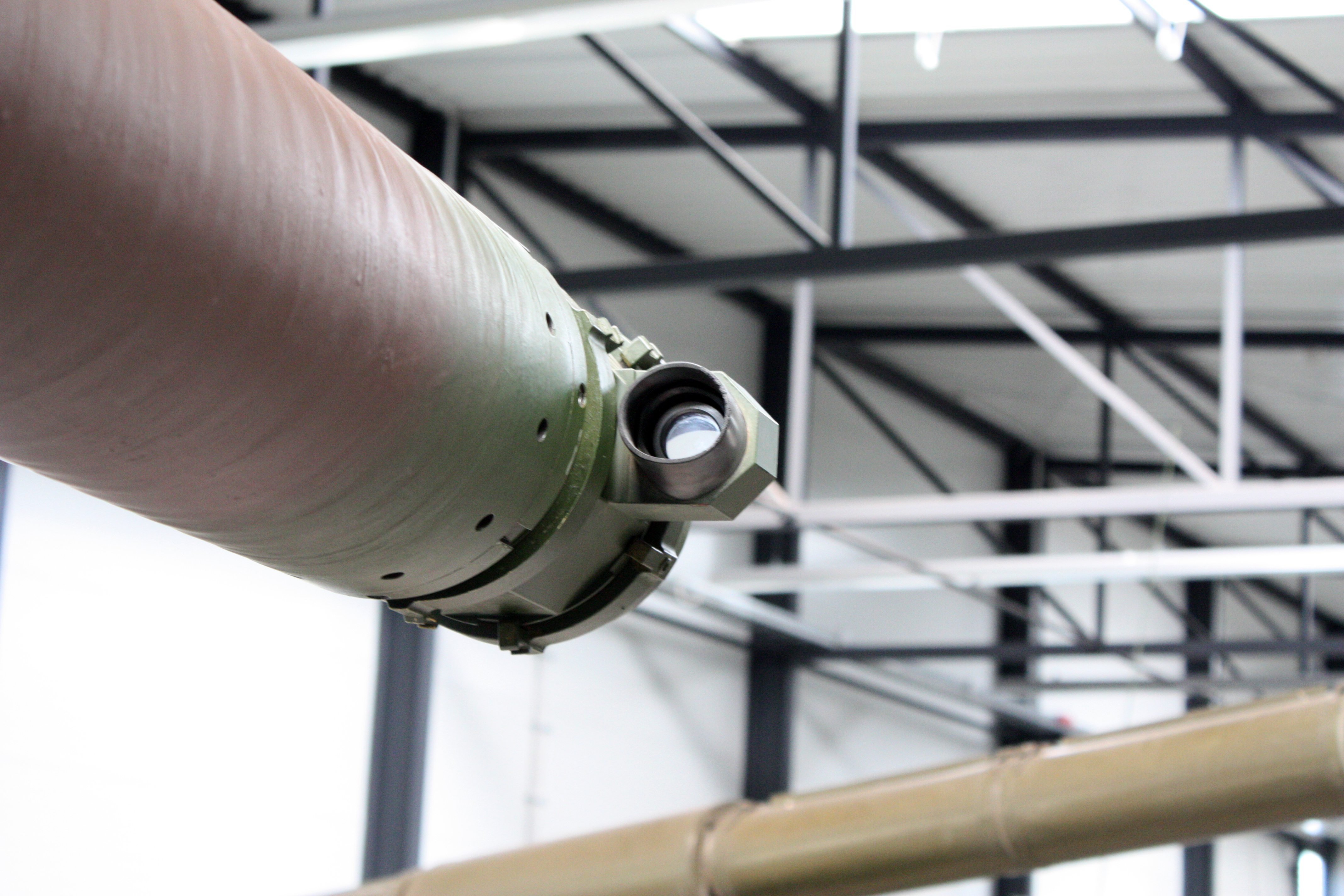
44口径120mm滑腔砲の砲口ミラー

## 戦車砲弾
戦車砲の砲弾としては、それ自身の運動エネルギーによる破壊を目的とした実体弾（徹甲弾/運動エネルギー弾）と、内部に炸薬などを詰めて爆発による破壊効果を狙う中空弾がある。
榴弾（HE）はロシアのOFシリーズ、ラインメタル社製DM11、Elbit社製M339 HE-MP-Tが存在し、対人用キャニスター弾等の多数の砲弾を運用していたアメリカでもノースロップ・グラマン社のM1147 AMPが採用された。
対戦車榴弾（化学エネルギー弾）としては成形炸薬弾（HEAT）や粘着榴弾（HESH）がある。HEAT弾は、貫徹力が射距離に左右されないというメリットがある一方、ライフリングによって高回転数の旋動を与えられると貫徹力が大きく低下するという特性があり、ライフル砲から発射する場合、スリッピングバンドやベアリングなどによって弾体の旋動を抑える必要がある。
徹甲弾（運動エネルギー弾）は、高初速化が重視されるようになったのに伴って、1940年代初頭より、初速を向上させるための軽量・減口径弾の開発が盛んになっており、1944年には装弾筒付徹甲弾（APDS）が登場した。L/D化が4以上になると旋動による弾道安定が難しくなるために翼安定式の砲弾（APFSDS）へ移行したが、これもHEAT弾と同様に弾体の旋動を抑える必要がある。
また東側では戦車砲発射型対戦車ミサイルが実用化されたが、高価なため、実際にはミサイルが配備されず通常の砲弾のみで運用される場合が多い。類似装備のLAHAT対戦車ミサイルがメルカバで使用されている。

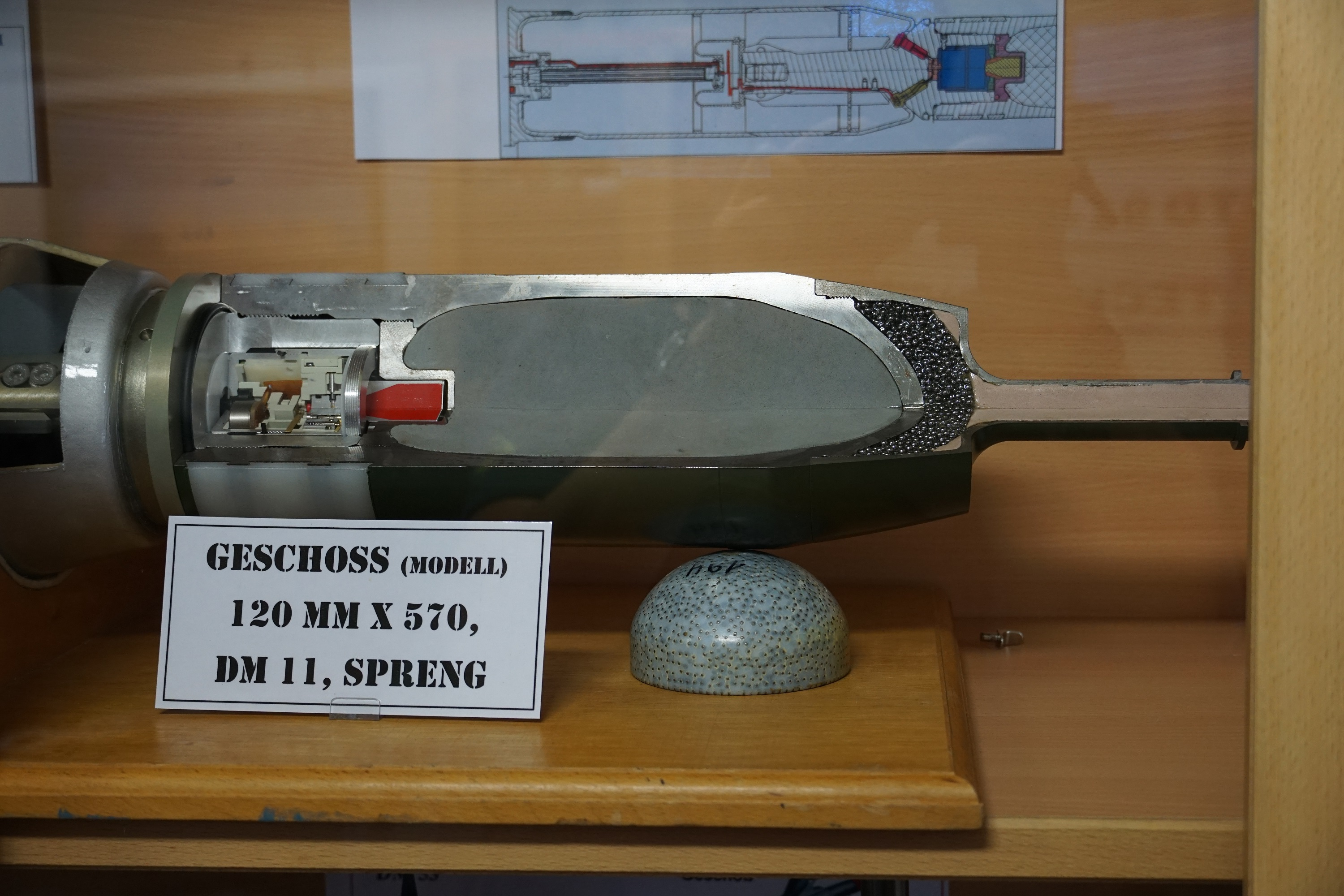
DM11の弾頭構造
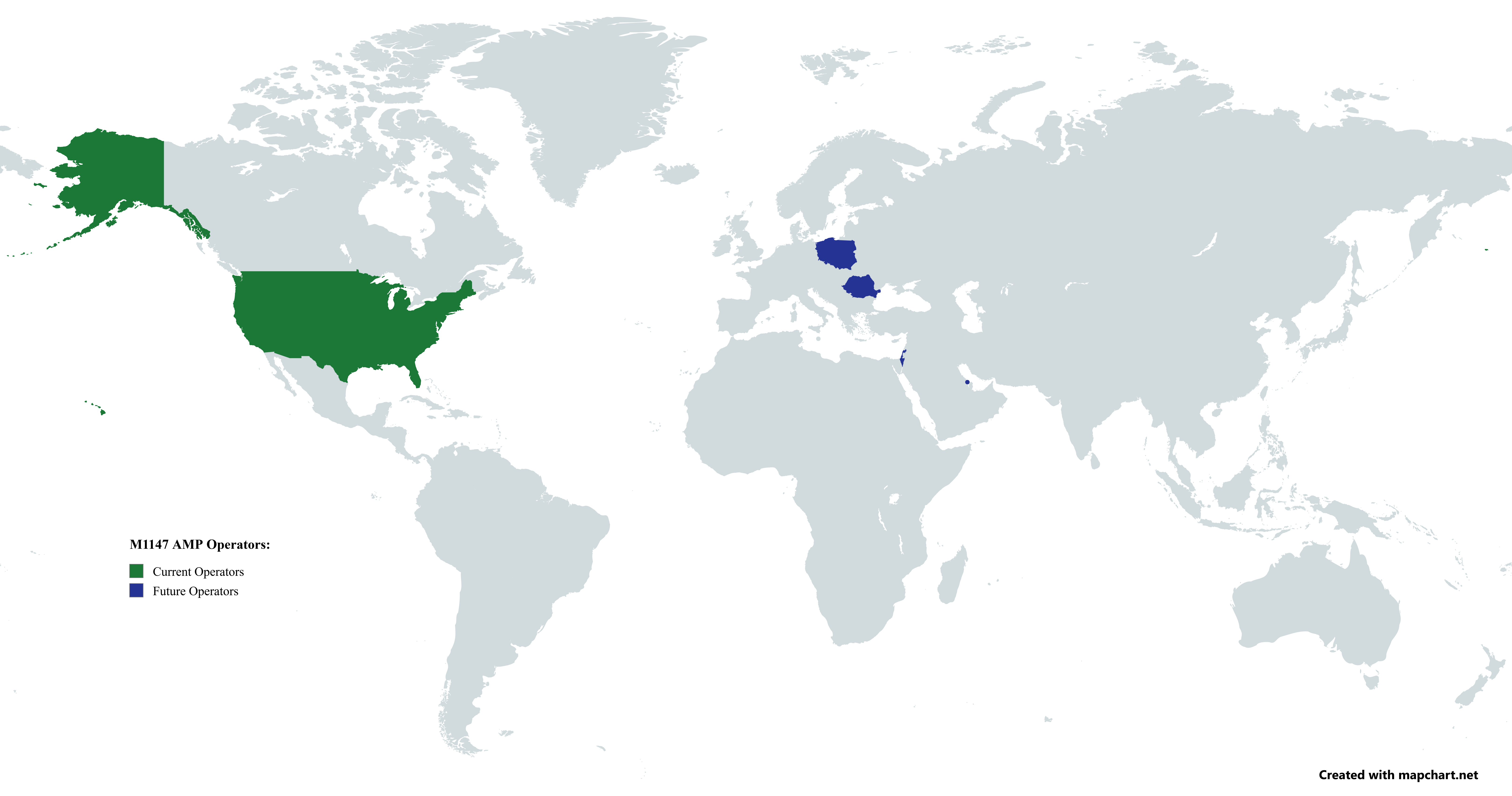
M1147採用国と採用予定国
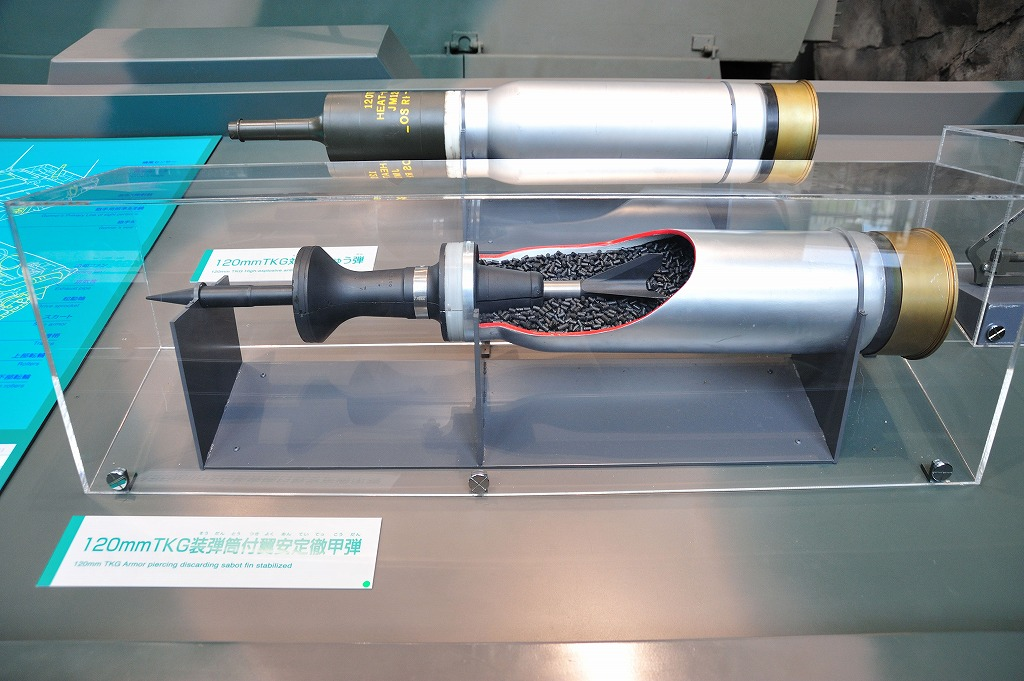
固定薬莢式の120mm砲用弾薬[注 3]
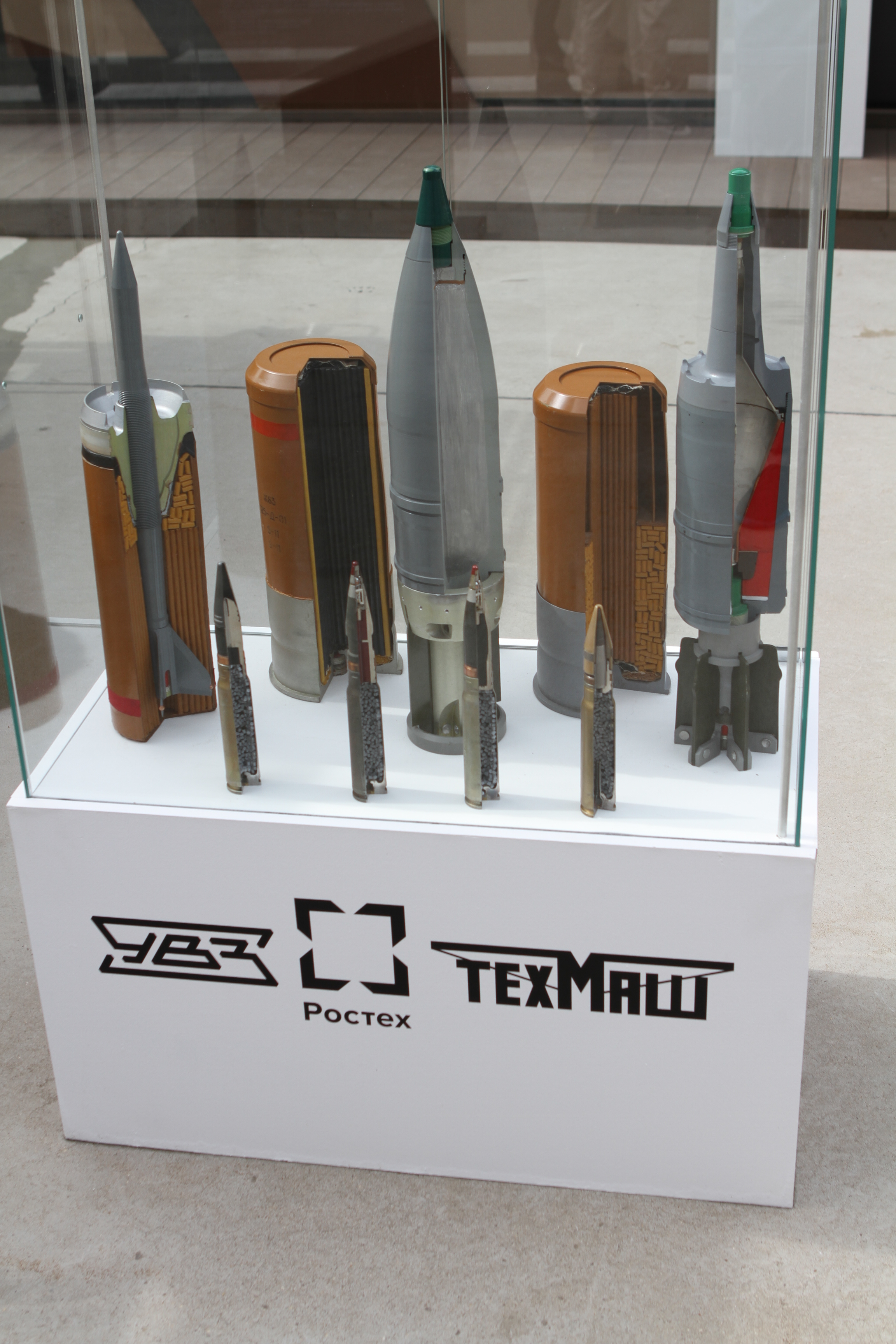
分離薬莢式の125mm砲弾と薬莢
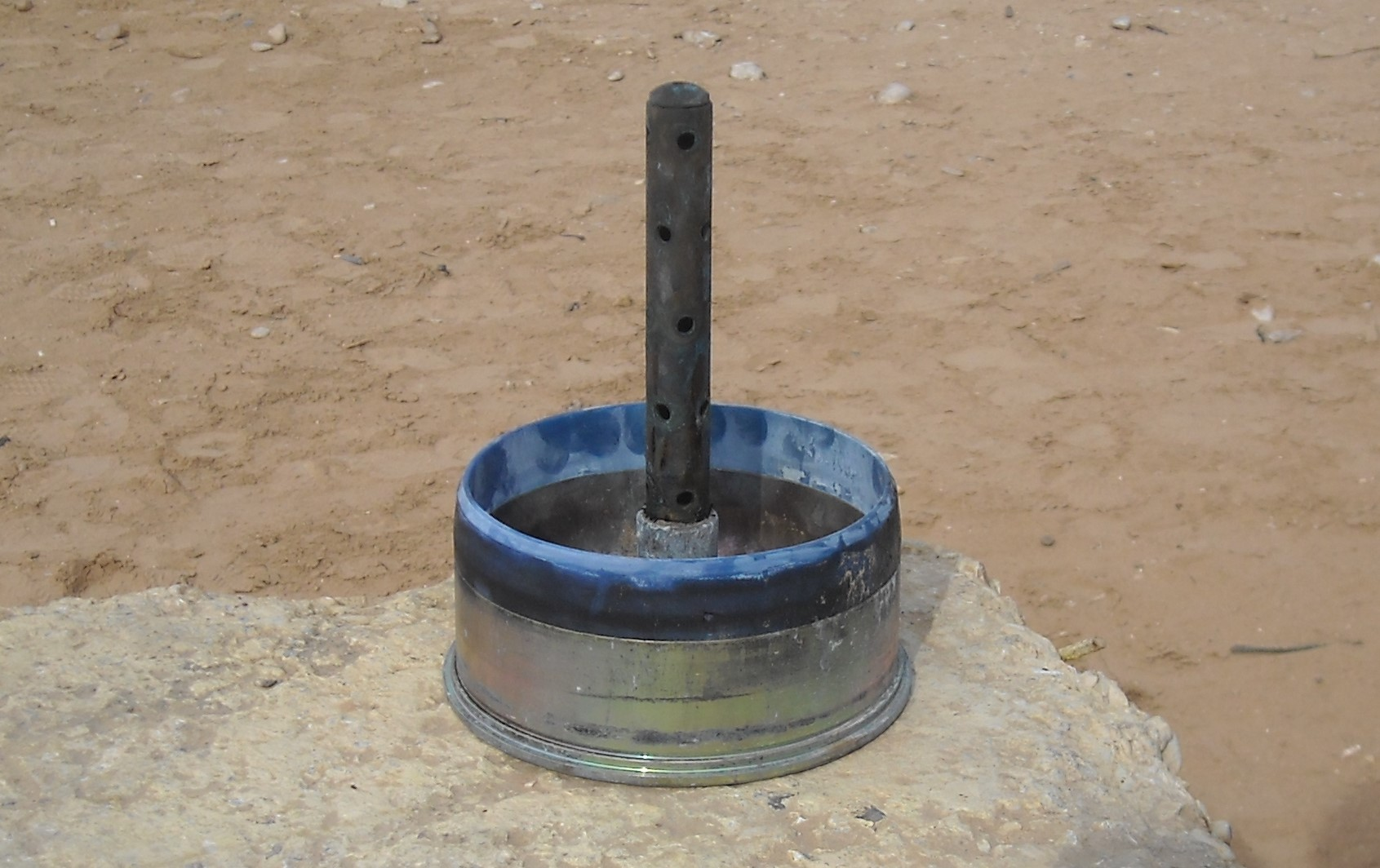
半燃焼薬莢の採用により戦車砲からは薬莢後端のみ排出される
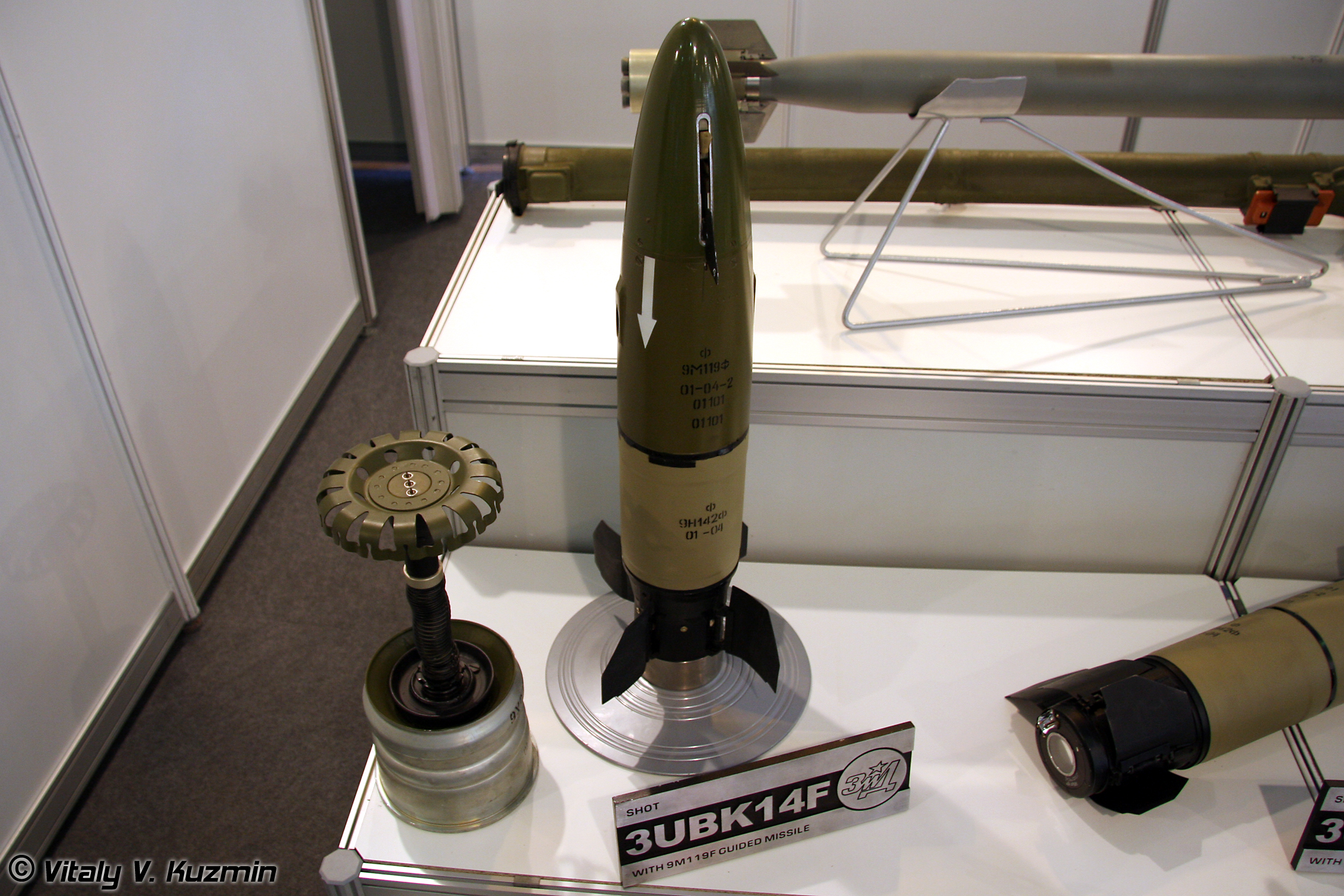
ロシアの砲口発射型ミサイル

## 代表的な戦車砲
アメリカ合衆国
- M3 75mm戦車砲 - 40口径75mmライフル砲
- M1 76mm戦車砲 - 52口径76mmライフル砲
- M3 90mm戦車砲 - 50口径90mmライフル砲

 イギリス
- オードナンス QF 20ポンド砲 - 67口径84mmライフル砲
- ロイヤル・オードナンス L7 - 51口径105mmライフル砲
- ロイヤル・オードナンス L11 - 55口径120mmライフル砲

 ソビエト連邦
- F-34 76mm戦車砲 - 42.5口径76mmライフル砲
- D-10 100mm戦車砲 - 100mmライフル砲
- 2A46 125mm滑腔砲 - 125mm滑腔砲

 ドイツ国
- 7.5 cm KwK 42 - 70口径75mmライフル砲
- 8.8 cm KwK 36 - 56口径88mmライフル砲
- 8.8 cm KwK 43 - 71口径88mmライフル砲

 ドイツ
- ラインメタル 120 mm L44 - 44口径120mm滑腔砲
- ラインメタル 120 mm L55 - 55口径120mm滑腔砲